# Leo Belmont

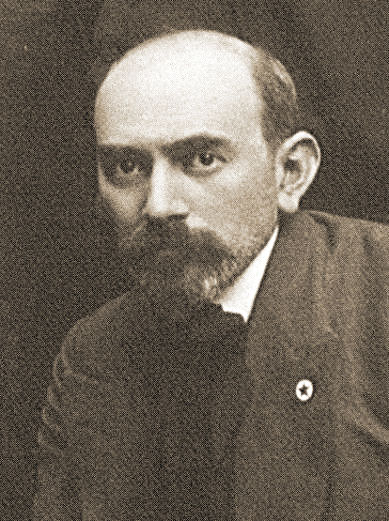
Leo Belmont

Leo Belmont, eigentlich Leopold Blumental (geb. 8. März 1865 in Warschau; gest. 19. Oktober 1941 im Warschauer Ghetto), war ein polnischer Journalist, Rechtsanwalt und Schriftsteller sowie Esperantist. Er schrieb auf Polnisch und in Esperanto.

## Leben
Nach der Universität (Fachrichtung Jus) war Belmont Advokat in Sankt Petersburg, dann in Warschau und wurde Redakteur der literaturhistorischen und politischen polnischsprachigen Zeitschrift "Freies Wort".  Meist verfasste er selbst alle Artikel. Wegen dieser Publikationen wurde er fünf Mal festgenommen, einmal sogar ins Exil geschickt.
Er schrieb etwa 100 Bücher, darunter eine umfangreiche, dreibändige Gedichtsammlung. Seine historischen Romane  ("Messalina", "Mme Pompadour", "Dubarry" u. a.) wurden viel gelesen. Er war ein geschickter Übersetzer, guter Redner und Meister der Deklamation. Aber auch als Humorist, Satiriker, Übersetzer (v. a. aus dem Deutschen) und Autor von Detektivromanen mit ausgeklügelten Handlungen und tiefgründiger psychologischer Analyse machte er von sich reden.

## Esperantoarbeit
Innerhalb der Esperantobewegung war Belmont ähnlich wichtig. Bereits 1887 sandte er ein Grußwort an Ludwig Zamenhof mit den prophetischen Worten am Ende des Briefes: "Mein Herr, Sie werden siegen!" Schon damals begann er, lange Artikel zu verfassen. Grundlage dafür war auch sein weites linguistisches Wissen. Die Zeitschrift "Freies Wort" war oft voll mit der Verteidigung von Esperanto. Seine Artikel über die Internationale Sprache (auf Polnisch, Russisch) sind kaum zu zählen. Er war Leiter und Vizepräsident der ersten russischen Esperantogesellschaft (in Sankt Petersburg) und dann der polnischen (in Warschau). Während des ersten  Esperanto-Weltkongresses  in Boulogne-sur-Mer (1905) plädierte er für eine jährliche Ausrichtung solcher Weltkongresse. Er wurde Vizepräsident des Polnischen Esperantobundes (Pola Esperanto-Asocio, PEA), des Sprachbeobachtungskomitees (Lingva Komitato, LK) und Mitglied in der Akademio de Esperanto. In der Internationalen Sprache arbeitete er auch für mehrere Zeitschriften regelmäßig. In Buchform erschienen 1908 seine Sonoj Esperantaj. Zu erwähnen ist weiters eine Grammatik der polnischen Sprache, die er in mnemotechnisch geschickter Reimform verfasste.

## Werke auf Polnisch (Auswahl)

### Prosa
- W wieku nerwowym (1888)
- Sprawa przy drzwiach zamkniętych
- Markiza Pompadour, miłośnica królewska (1927)
- Zaślubiny śmierci (1927)
- Pani Dubarry (1927)
- Kapłanka miłości Ninon de Laclos (1928)
- Lady Hamilton (1928)
- Droga człowieka (1928)
- Niepotrzebny człowiek (1928)
- Messalina (1930)
- Dwużeniec? (1933)

### Anthologien
- Nowele i satyry
- Rymy i rytmy

### Filmdrehbücher
- Strzał (1922)
- Przeznaczenie (1928)
- Uwiedziona (1931)

## Erscheinungen auf Esperanto (Auswahl)
- Kanto pri vento (Aus: "El Parnaso de popoloj" - Anthologie)
- La radioj de Roentgen (Erzählung von Leo Belmont, übers. Kabe. - Riga Stelo-Verlag, 1910)
- Heine, Heinrich: Poemoj (Übers. Adolf Macho, F. Pillath, A. Kofmann, L. Belmont) 1928
- Sonoj Esperantaj (Übersetzungen/Gedichtsammlung) Warszawa: Arcta, 1908
- Poluj' al Ĉeĥoslovakio (Originalgedicht aus "Nova Europo", September 1921)
- Jan Hus (Ĉeĥoslovaka Gazeto, September 1921)